# Kardetter Tamás
Kardetter Tamás (1831-től algyesti Álgyay Tamás) (Pest, 1762. december 17. – Pest, 1834. március 2.) német származású magyar ácsmester, a Szépítő Bizottság tagja, arad vármegyei földbirtokos és arany érdemrenddel kitüntetett táblabíró.

## Életpályája
1786-ban lett pesti polgár. 1796 és 1798 között, királyi megbízással a Szent Rókus Kórház terveit átdolgozta és azok alapján vett részt az építésében. 1800. április 30-án pesti választópolgár. 1802-ben a Jászberényi Főtemplom toronysisakját tervezte és építette. Az építészeten kívül szerencsés telekvásárlásokkal gazdagította vagyonát. Az általa megszerzett telkek területén a mai Akadémia utca 3. és 4., illetve az Arany János utca 1-3. számú házak állnak. Nagy adományokkal járult hozzá a város szépítéséhez. 1808-ban részt vett a kecskeméti református templom tornyának felújításában. 1812-ben Pollack Mihály kivitelezésével épült meg számára a Türr István utca és az Apáczai Csere János utca sarkán álló Kardetter-ház. 1813 és 1822 között Pest városának választott szószólója. Részt vett a gellérthegyi csillagásztorony tervezésében és építésében. 1824-ben a kincstárból megvásárolta Algyest, Barza és Vojvogyén helységeket. 1828-ban a Deák téri evangélikus templom középtornyának a felújítási terveit készítette el. 1831. április 8-án kapott nemességet, és magyarosította nevét Álgyay-ra. Részt vett a régi Pesti Vigadó ácsmunkálataiban. Megbízták a szentendrei városháza és a pestvárosi kényszerítő dolgozóház terveinek elkészítésében, de ezek költségvetési okokból nem valósultak meg.

## Családja
Pesten, a Belvárosban született. Édesapja Kardetter András uradalmi vadász, édesanyja Renner Klára volt. 1787. május 11-én kötött házasságot Lord Borbálával (néhol Loratin vagy Lovas Borbálaként van említve). Tizenegy gyermekük közül négyen érték meg a felnőttkort.
- Algyesti Álgyay Lipót (1793–1862) ácsmester, az aradi birtokokon juhkereskedéssel foglalkozott.
- Algyesti Álgyay Borbála (1795–1833) algyesti Tüköry József, született Spiegel József felesége, aki német származású pesti ácsmester volt és 1831-ben Kardetter Tamással együtt kapott nemességet. Nekik a dédunokájuk volt Tormay Cécile magyar író, műfordító, aki A régi ház című regényében Ulwing Kristóf karakterét dédapjáról mintázta.
- Algyesti Álgyay Antal (1798–1881) földbirtokos, több vármegye táblabírója.
- Algyesti Álgyay József (1799–1852) a császári és királyi 7. vértesezred ezredese.

## A Kardetter-ház
A Kardetter-ház a mai V. kerületben az Apáczai Csere János utca 7. számú ház. A háromemeletes klasszicista stílusú saroklakóház Pollack Mihály tervei alapján készült és épült 1812–1813 között. A Kardetter-ház, hasonlóan a környező lakóépületekhez, komoly károkat szenvedett a második világháború során. Az épület helyreállítása csak 1950-ben kezdődött. A főbejárat kapuívét Zeusz-szobor díszíti. A kapualjban Hébé, az örök ifjúság görög istennője, vele szemben pedig Flora, a virágfakadás római istennője áll.